# Ikarospriset
Ikarospriset är ett årligt pris som delas ut av Public service-klubben. Priset har delats ut sedan 1983.

## Public service-klubben
Public service-klubben är en intresseorganisation vars uppgift är slå vakt om allt som rör verksamheten inom Sveriges Television, Sveriges Radio och Utbildningsradion. Den avser även främja en fri diskussion om förutsättningarna för att producera program för dessa bolag.

## Priset
Kriterierna för en Ikarosvinnare är: "Mod, nyskapande, hög kvalitet samt utnyttjande av mediets oanade möjligheter".
Många uppmärksammade program och producenter inom svensk public service radio och TV har genom åren belönats med priset, bland andra Hundra Svenska År, Uppdrag gransknings valstugereportage, radiosatirgruppen Public Service och Fredrik Lindströms TV-serie Värsta språket, som fanns bland dem som fick 2002 års pris..   
Peter Birros dramaserie Upp till kamp, som sändes i Sveriges Television, belönades 2008, samtidigt som humorserien Mia och Klara.
2013 delades priser ut i tio kategorier: Årets reportage, Årets musik, Årets ögonöppnare, Årets interaktivitet, Årets humor, Årets dokumentär, Årets granskare, Årets serie, Årets berättare samt Daidalospriset (till en arbetsledare). Priserna delades ut vid Ikarosgalan.
Public service-klubben delar även ut ett stipendium på 10 000 kronor.